# گئورگ دوم، دوک ساکس ماینینگن
گئورگ دوم، دوک ساکس – منینگن (به انگلیسی:Georg II, Duke of Saxe-Meiningen) یکی مانده به آخرین دوک در ساکس ماینینگن بود که از سال ۱۸۶۶ تا ۱۹۱۴ حاکمیت کرد.

## تاثیر بر تئاتر
آنچه وی انجام داد واگذار کردن مسئولیت اجرای نمایش (در همهٔ ابعادش) به هنرمندی واحد بود تا اجرا دارای دید زیبا شناسانهٔ یکسان و پیوسته‌ای باشد قدمی که او برداشت بنیادین و انقلابی بود وی با این اقدام به چندگونگی فرم و سبک (در درون یک اجرا) که تئاتر اروپا را تقریباً به مدت دو قرن متلاشی کرده بود عکس‌العمل نشان داده، تعریفی برای تئاتر امروزی به دست داد.» به‌این‌ترتیب دوک ساکس ماینینگن با هدایت بازیگران، طراحی صحنه، لباس، چهره‌پردازی و...... عملاً به کارگردانی نمایش به‌گونه‌ای که منعکس‌کننده دیدگاه واحدی باشد پرداخت. روشن است که آنچه وی در آن روزها انجام داد تنها اولین قدم‌هایی بود که در این زمینه برداشته می‌شد.
بسیاری معتقدند که جورج دوم نخستین کسی بود که یک اجرای نمایشی را به‌تمامی به‌صورت یک نمایش دیداری ارائه داد. او از این راه به آن یکپارچگی سبکی، شخصیت‌سازی و گویایی بخشید. او نشان داد همچنان که یک ارکستر نیاز به یک رهبر دارد، یک گروه تئاتری نیز باید یک کارگردان داشته باشد.
آنچه دوک ساکس- ماینینگن کرد به اوج رساندن شیوه نوینی از کار کردن بود. بدین‌سان که گرچه مکردی برای اجراهایش بر تمرین‌های دقیق و طولانی پای می‌فشرد، ولی این دوک بود که بر دوره‌های دراز تمرین، و بر اینکه بازیگرانش می‌بایست از ابتدا درصحنه و بالباس و تمام جزئیات کار کنند، تأکید داشت. او نوشت: این برای یک بازیگر همیشه یک امتیاز دلپذیر است که تکه‌ای از اسباب یا شیء موجود درصحنه را به‌آسانی لمس کند؛ همین موجب افزایش القای واقعیت می‌شود.
او به شدت عاشق هنر بود و واقعا طرفدار هنر و هنرمندان بود. دوک ساکس ماینینگن کلکسون های بزرگ تابلوهای هنری داشت. مجسمه های زیادی از هنرمندان بزرگ را جمع آوری می کرد. اما آرزو داشت که بتواند روزی تئاتر تولید کند. وی آرزو داشت که یک سالن و کمپانی تئاتر داشته باشد و دست به تولید تئاتر بزند.
وی به شدت علاقه مند بود تا تئاتری ایجاد کند که واقع گرا باشد. او دوست داشت تا شکل تئاتری موجود را تغییر دهد و تئاتری تولید کند که توهمی از واقعیت را ایجاد کند. به همین منظور تعداد بازیگران را روی صحنه بسیار بالا برد و برای همه دیالوگ نوشت. همچنین برای صحنه های پر جمعیت خود، طراحی صحنه نمود. 
در کنار این نوآوری ها، گئورگ دوم اولین نفری بود که برای اجراهای خود، طراحی لباس انجام داد. تمام این نوآوری هلا برای تولید توهمی از واقعیت بود که به همذات پنداری منجر شود.